# Euchalcia bactrianae
Euchalcia bactrianae är en fjärilsart som beskrevs av Claude Dufay 1968. Euchalcia bactrianae ingår i släktet Euchalcia och familjen nattflyn. Inga underarter finns listade i Catalogue of Life.